# Авидівка
Ави́дівка — село Шабівської сільської громади в Білгород-Дністровському районі Одеської області, Україна. Населення становить 228 осіб.

## Географія

### Клімат
| Клімат Авидівки           | Клімат Авидівки | Клімат Авидівки | Клімат Авидівки | Клімат Авидівки | Клімат Авидівки | Клімат Авидівки | Клімат Авидівки | Клімат Авидівки | Клімат Авидівки | Клімат Авидівки | Клімат Авидівки | Клімат Авидівки | Клімат Авидівки |
| Показник                  | Січ.            | Лют.            | Бер.            | Квіт.           | Трав.           | Черв.           | Лип.            | Серп.           | Вер.            | Жовт.           | Лист.           | Груд.           | Рік             |
| Середній максимум, °C     | 1,6             | 2,2             | 5,9             | 13,0            | 19,1            | 23,5            | 25,8            | 25,4            | 21,3            | 15,2            | 9,1             | 4,5             | 13              |
| Середня температура, °C   | −1              | −0,3            | 3,2             | 9,7             | 15,6            | 19,8            | 21,8            | 21,4            | 17,4            | 11,8            | 6,3             | 1,9             | 10              |
| Середній мінімум, °C      | −3,6            | −2,8            | 0,5             | 6,5             | 12,1            | 16,1            | 17,9            | 17,5            | 13,6            | 8,4             | 3,5             | −0,6            | 7               |
| Норма опадів, мм          | 34              | 34              | 26              | 30              | 39              | 49              | 49              | 36              | 39              | 25              | 37              | 40              | 438             |
| ------------------------- | --------------- | --------------- | --------------- | --------------- | --------------- | --------------- | --------------- | --------------- | --------------- | --------------- | --------------- | --------------- | --------------- |
| Джерело: climate-data.org |                 |                 |                 |                 |                 |                 |                 |                 |                 |                 |                 |                 |                 |

## Населення
Згідно з переписом 1989 року населення села становило 212 осіб, з яких 94 чоловіки та 118 жінок.
За переписом населення 2001 року в селі мешкало 227 осіб.

### Мова
Розподіл населення за рідною мовою за даними перепису 2001 року:
| Мова       | Відсоток |
| ---------- | -------- |
| українська | 96,49 %  |
| російська  | 2,63 %   |
| болгарська | 0,44 %   |